# Hans Staub (Fotograf)
Hans Emil Staub (* 10. September 1894 in Wetzikon; † 27. Mai 1990 in Zollikon; heimatberechtigt in Wädenswil) war ein Schweizer Fotograf und erster Fotoreporter bei der Zürcher Illustrierten (1930–1941). Später arbeitete er für die Zeitschrift Du und als freier Fotograf für verschiedene Familienzeitschriften.

## Leben
Staub besuchte die Industrieschule Wetzikon (1909–1911) und absolvierte ein landwirtschaftliches Praktikum (1912) sowie die Zürcher Landwirtschaftsschule Strickhof (1913–1914). Während des Ersten Weltkriegs leistete er Aktivdienst (1914–1918).
Auf eine Bildhauerlehre (1918–1919) folgten ein Volontariat als Fotograf und die Ausbildung als Fotolaborant (1921–1922). Von 1923 bis 1930 war er als Heliograf bei Escher Wyss tätig und leitete die dortige Hausdruckerei. Von 1930 bis 1941 war er der erste Fotoreporter der Zürcher Illustrierten. Anschliessend befand er sich als Armeefotograf im Aktivdienst.

## Werk/Ausstellungen
- Schweizer Alltag (Kunsthaus Zürich, 1984)
- Komische Ankunft eines Komikers. In: Zürcher Illustrierte. Band 9, Heft 22, 1933, S. 720 (e-periodica.ch – Aufnahmen von H S. Staub).